# Peter Norton
Peter Norton (ur. 14 listopada 1943 w Aberdeen) – amerykański inżynier oprogramowania.
Urodzony w Aberdeen w stanie Waszyngton, uczęszczał do Reed College. W 1980 napisał popularne narzędzie do odzyskiwania danych z dysków skasowanych w systemie DOS, a następnie kilka kolejnych narzędzi znanych jako Norton Utilities.
Następnie wydał program Norton Commander – menedżer plików dla DOS, wywodzący się z XTree i Norton Guide – program typu TSR pokazujący informacje asemblera. On i jego firma Peter Norton Computing wydali także kilka innych programów i podręczników. 
W 1990 Peter Norton sprzedał swoją firmę spółce Symantec. Nazwa Norton została użyczona programom Norton AntiVirus, Norton Commander, Norton Internet Security, Norton Personal Firewall, Norton SystemWorks, Norton AntiSpam, Norton GoBack i Norton Ghost.
Do 2001 roku okładki podręczników oraz opakowania oprogramowania przedstawiały podobiznę Nortona w charakterystycznej pozie i koszuli.
Peter Norton i jego żona Eileen Harris-Norton założyli fundację Norton Family Foundation, wspierającą artystów.